# Route Adélie de Vitré 2017
La 22e édition de la Route Adélie de Vitré a eu lieu le 31 mars 2017. La course fait partie du calendrier UCI Europe Tour 2017 en catégorie 1.1. C'est également la troisième épreuve de la Coupe de France de cyclisme sur route 2017.

## Présentation

### Équipes
Classée en catégorie 1.1 de l'UCI Europe Tour, la Route Adélie de Vitré est par conséquent ouverte aux WorldTeams dans la limite de 50 % des équipes participantes, aux équipes continentales professionnelles, aux équipes continentales et aux équipes nationales.
Seize équipes participent à cette Route Adélie de Vitré - deux WorldTeams, huit équipes continentales professionnelles et six équipes continentales :
| WorldTeams (2)- AG2R La Mondiale - FDJ Équipes continentales professionnelles (8)- Androni Giocattoli - Cofidis, Solutions Crédits - Delko Marseille Provence KTM - Direct Énergie - Fortuneo-Vital Concept - Gazprom-RusVelo - Manzana Postobón - Novo Nordisk Équipes continentales (6)- Armée de terre - Bolivia - HP BTP-Auber 93 - Roth-Akros - Roubaix Lille Métropole - Vorarlberg |
| |

## Classements

### Classement final
| \| Classement général \| Classement général \| Classement général \| Classement général \| Classement général \| \| Coureur \| Coureur \| Pays \| Équipe \| Temps \| \| ------------------ \| ------------------- \| ------------------ \| -------------------------- \| ------------------ \| \| 1er \| Laurent Pichon \| France \| Fortuneo-Vital Concept \| 4 h 50 min 12 s \| \| 2e \| Cyril Gautier \| France \| AG2R La Mondiale \| + 0 s \| \| 3e \| Julien Simon \| France \| Cofidis, Solutions Crédits \| + 0 s \| \| 4e \| David Gaudu \| France \| FDJ \| + 0 s \| \| 5e \| Alo Jakin \| Estonie \| HP BTP-Auber 93 \| + 2 s \| \| 6e \| Jonas Van Genechten \| Belgique \| Cofidis, Solutions Crédits \| + 5 s \| \| 7e \| Yannis Yssaad \| France \| Armée de terre \| + 5 s \| \| 8e \| Thomas Boudat \| France \| Direct Énergie \| + 5 s \| \| 9e \| Armindo Fonseca \| France \| Fortuneo-Vital Concept \| + 5 s \| \| 10e \| Clément Venturini \| France \| Cofidis, Solutions Crédits \| + 5 s \| |                     |          |                            |                 |
| |                     |          |                            |                 |
| Sources : ProCyclingStats Cycling Quotient Cycling Archives |                     |          |                            |                 |
| Classement général |                     |          |                            |                 |
| Coureur | Coureur             | Pays     | Équipe                     | Temps           |
| 1er | Laurent Pichon      | France   | Fortuneo-Vital Concept     | 4 h 50 min 12 s |
| 2e | Cyril Gautier       | France   | AG2R La Mondiale           | + 0 s           |
| 3e | Julien Simon        | France   | Cofidis, Solutions Crédits | + 0 s           |
| 4e | David Gaudu         | France   | FDJ                        | + 0 s           |
| 5e | Alo Jakin           | Estonie  | HP BTP-Auber 93            | + 2 s           |
| 6e | Jonas Van Genechten | Belgique | Cofidis, Solutions Crédits | + 5 s           |
| 7e | Yannis Yssaad       | France   | Armée de terre             | + 5 s           |
| 8e | Thomas Boudat       | France   | Direct Énergie             | + 5 s           |
| 9e | Armindo Fonseca     | France   | Fortuneo-Vital Concept     | + 5 s           |
| 10e | Clément Venturini   | France   | Cofidis, Solutions Crédits | + 5 s           |

### UCI Europe Tour
Cette Route Adélie de Vitré attribue des points pour l'UCI Europe Tour 2017, par équipes seulement aux coureurs des équipes continentales professionnelles et continentales, individuellement à tous les coureurs sauf ceux faisant partie d'une équipe ayant un label WorldTeam.
| Position,          | 1er | 2e | 3e | 4e | 5e | 6e | 7e | 8e | 9e | 10e | 11e | 12e | 13e à 15e | 16e à 25e |
| Classement général | 125 | 85 | 70 | 60 | 50 | 40 | 35 | 30 | 25 | 20  | 15  | 10  | 5         | 3         |

## Liste des participants
| Légende | Légende                                                                    | Légende | Légende                                                    |
| ------- | -------------------------------------------------------------------------- | ------- | ---------------------------------------------------------- |
| Num     | Dossard de départ porté par le coureur sur cette Route Adélie de Vitré     | Pos     | Position à l'arrivée de la course                          |
|         | Indique un maillot de champion national ou mondial, suivi de sa spécialité | NP      | Indique un coureur qui n'a pas pris le départ de la course |
| AB      | Indique un coureur qui n'a pas terminé la course                           | HD      | Indique un coureur qui a terminé la course hors des délais |

| Cofidis COF | Cofidis COF               | Cofidis COF |
| ----------- | ------------------------- | ----------- |
| Num         | Coureur                   | Pos         |
| 1           | Clément Venturini (FRA)   | 10e         |
| 2           | Jonas Van Genechten (BEL) | 6e          |
| 3           | Rayane Bouhanni (FRA)     |             |
| 4           | Jérôme Cousin (FRA)       |             |
| 5           | Dorian Godon (FRA)        |             |
| 6           | Luis Ángel Maté (ESP)     | 24e         |
| 7           | Jimmy Turgis (FRA)        |             |
| 8           | Julien Simon (FRA)        | 3e          |

| Gazprom-RusVelo GAZ | Gazprom-RusVelo GAZ     | Gazprom-RusVelo GAZ |
| ------------------- | ----------------------- | ------------------- |
| Num                 | Coureur                 | Pos                 |
| 11                  | Roman Maikin (RUS)      | 18e                 |
| 12                  | Dmitry Kozontchuk (RUS) |                     |
| 13                  | Anton Vorobyev (RUS)    |                     |
| 14                  |                         |                     |
| 15                  | Artem Nych (RUS)        |                     |
| 16                  | Sergey Nikolaev (RUS)   |                     |
| 17                  | Ildar Arslanov (RUS)    | 29e                 |
| 18                  | Alexey Rybalkin (RUS)   |                     |
| Directeur sportif : |                         |                     |

| AG2R La Mondiale ALM | AG2R La Mondiale ALM     | AG2R La Mondiale ALM |
| -------------------- | ------------------------ | -------------------- |
| Num                  | Coureur                  | Pos                  |
| 21                   | Julien Bérard (FRA)      |                      |
| 22                   | Clément Chevrier (FRA)   |                      |
| 23                   | Samuel Dumoulin (FRA)    | 28e                  |
| 24                   | Cyril Gautier (FRA)      | 2e                   |
| 25                   | Sondre Holst Enger (NOR) |                      |
| 26                   | Quentin Jauregui (FRA)   |                      |
| 27                   | Nans Peters (FRA)        |                      |
| 28                   | Christophe Riblon (FRA)  |                      |

| Androni Giocattoli AND | Androni Giocattoli AND | Androni Giocattoli AND |
| ---------------------- | ---------------------- | ---------------------- |
| Num                    | Coureur                | Pos                    |
| 31                     | Marco Benfatto (ITA)   | 17e                    |
| 32                     |                        |                        |
| 33                     | Mattia Frapporti (ITA) |                        |
| 34                     | Matteo Malucelli (ITA) | 11e                    |
| 35                     | Andrea Palini (ITA)    |                        |
| 36                     | Luca Pacioni (ITA)     |                        |
| 37                     | Matteo Spreafico (ITA) |                        |
| 38                     | Andrea Vendrame (ITA)  |                        |
| Directeur sportif :    |                        |                        |

| FDJ                 | FDJ                     | FDJ |
| ------------------- | ----------------------- | --- |
| Num                 | Coureur                 | Pos |
| 41                  | Arnaud Courteille (FRA) |     |
| 42                  | David Gaudu (FRA)       | 4e  |
| 43                  | Marc Fournier (FRA)     | 19e |
| 44                  | Jérémy Maison (FRA)     |     |
| 45                  | Lorenzo Manzin (FRA)    |     |
| 46                  | Cédric Pineau (FRA)     |     |
| 47                  | Kévin Réza (FRA)        |     |
| 48                  | Daniel Hoelgaard (NOR)  |     |
| Directeur sportif : |                         |     |

| Novo Nordisk TNN    | Novo Nordisk TNN        | Novo Nordisk TNN |
| ------------------- | ----------------------- | ---------------- |
| Num                 | Coureur                 | Pos              |
| 51                  | Corentin Cherhal (FRA)  |                  |
| 52                  | Mehdi Benhamouda (FRA)  |                  |
| 53                  | Romain Gioux (FRA)      |                  |
| 54                  | Reid McClure (CAN)      |                  |
| 55                  | Gerd de Keijzer (NED)   |                  |
| 56                  | Charles Planet (FRA)    | 31e              |
| 57                  | Umberto Poli (ITA)      |                  |
| 58                  | Martijn Verschoor (NED) |                  |
| Directeur sportif : |                         |                  |

| Direct Énergie DEN  | Direct Énergie DEN      | Direct Énergie DEN |
| ------------------- | ----------------------- | ------------------ |
| Num                 | Coureur                 | Pos                |
| 61                  | Thomas Boudat (FRA)     | 8e                 |
| 62                  | Jérémy Cornu (FRA)      |                    |
| 63                  | Fabien Grellier (FRA)   |                    |
| 64                  | Romain Guillemois (FRA) |                    |
| 65                  | Bryan Nauleau (FRA)     |                    |
| 66                  | Paul Ourselin (FRA)     |                    |
| 67                  | Perrig Quéméneur (FRA)  |                    |
| 68                  | Thomas Voeckler (FRA)   |                    |
| Directeur sportif : |                         |                    |

| Manzana Postobón MZN | Manzana Postobón MZN      | Manzana Postobón MZN |
| -------------------- | ------------------------- | -------------------- |
| Num                  | Coureur                   | Pos                  |
| 71                   | Bernardo Suaza (COL)      |                      |
| 72                   | Juan Pablo Villegas (COL) |                      |
| 73                   | Fernando Orjuela (COL)    |                      |
| 74                   | Sebastián Molano (COL)    |                      |
| 75                   | Yecid Sierra (COL)        |                      |
| 76                   | Wilmar Paredes (COL)      |                      |
| 77                   | Sergio Higuita (COL)      |                      |
| 78                   | Jetse Bol (NED)           | 26e                  |
| Directeur sportif :  |                           |                      |

| Fortuneo-Vital Concept FVC | Fortuneo-Vital Concept FVC | Fortuneo-Vital Concept FVC |
| -------------------------- | -------------------------- | -------------------------- |
| Num                        | Coureur                    | Pos                        |
| 81                         | Romain Hardy (FRA)         | 16e                        |
| 82                         | Anthony Delaplace (FRA)    |                            |
| 83                         | Armindo Fonseca (FRA)      | 9e                         |
| 84                         | Benoît Jarrier (FRA)       |                            |
| 85                         | Élie Gesbert (FRA)         |                            |
| 86                         | Francis Mourey (FRA)       |                            |
| 87                         | Laurent Pichon (FRA)       | 1er                        |
| 88                         | Florian Vachon (FRA)       |                            |
| Directeur sportif :        |                            |                            |

| Vorarlberg VOL      | Vorarlberg VOL          | Vorarlberg VOL |
| ------------------- | ----------------------- | -------------- |
| Num                 | Coureur                 | Pos            |
| 91                  | Patrick Schelling (SUI) |                |
| 92                  | Gian Friesecke (SUI)    |                |
| 93                  | Žolt Der (HUN)          |                |
| 94                  | Reinier Honig (NED)     |                |
| 95                  | Patrick Jäger (AUT)     | 12e            |
| 96                  | Fabian Lienhard (SUI)   |                |
| 97                  | Théry Schir (SUI)       |                |
| 98                  | Francesc Zurita (ESP)   |                |
| Directeur sportif : |                         |                |

| Delko-Marseille Provence-KTM DMP | Delko-Marseille Provence-KTM DMP                 | Delko-Marseille Provence-KTM DMP |
| -------------------------------- | ------------------------------------------------ | -------------------------------- |
| Num                              | Coureur                                          | Pos                              |
| 101                              | Benjamin Giraud (FRA)                            |                                  |
| 102                              | Thierry Hupond (FRA)                             |                                  |
| 103                              | Gatis Smukulis (LAT) (Route et Contre-la-montre) |                                  |
| 104                              | Yannick Martinez (FRA)                           | 27e                              |
| 105                              | Quentin Pacher (FRA)                             | 23e                              |
| 106                              | Evaldas Šiškevičius (LTU)                        |                                  |
| 107                              | Rémy Di Grégorio (FRA)                           |                                  |
| 108                              | Ángel Madrazo (ESP)                              |                                  |
| Directeur sportif :              |                                                  |                                  |

| HP BTP-Auber 93 AUB | HP BTP-Auber 93 AUB       | HP BTP-Auber 93 AUB |
| ------------------- | ------------------------- | ------------------- |
| Num                 | Coureur                   | Pos                 |
| 111                 | Nicolas Baldo (FRA)       |                     |
| 112                 | David Menut (FRA)         | 15e                 |
| 113                 | Flavien Dassonville (FRA) |                     |
| 114                 | Romain Feillu (FRA)       |                     |
| 115                 | Damien Touzé (FRA)        | 13e                 |
| 116                 | Alo Jakin (EST)           | 5e                  |
| 117                 | Kévin Le Cunff (FRA)      | 22e                 |
| 118                 | Anthony Maldonado (FRA)   |                     |
| Directeur sportif : |                           |                     |

| Roth-Akros TRA      | Roth-Akros TRA                 | Roth-Akros TRA |
| ------------------- | ------------------------------ | -------------- |
| Num                 | Coureur                        | Pos            |
| 121                 | Jonathan Fumeaux (SUI) (Route) |                |
| 122                 | Valentin Baillifard (SUI)      |                |
| 123                 | Lukas Jaun (SUI)               |                |
| 124                 | Damian Lüscher (SUI)           |                |
| 125                 | Matthias Reutimann (SUI)       |                |
| 126                 | Colin Stüssi (SUI)             |                |
| 127                 | Roland Thalmann (SUI)          | 20e            |
| 128                 | Diego Wendelspiess (SUI)       |                |
| Directeur sportif : |                                |                |

| Roubaix Lille Métropole RLM | Roubaix Lille Métropole RLM | Roubaix Lille Métropole RLM |
| --------------------------- | --------------------------- | --------------------------- |
| Num                         | Coureur                     | Pos                         |
| 131                         | Julien Antomarchi (FRA)     |                             |
| 132                         | Joeri Calleeuw (BEL)        |                             |
| 133                         | Jérémy Lecroq (FRA)         |                             |
| 134                         | Jérémy Leveau (FRA)         | 25e                         |
| 135                         | Félix Pouilly (FRA)         | 21e                         |
| 136                         | Lander Seynaeve (BEL)       |                             |
| 137                         | Nicolas Vereecken (BEL)     |                             |
| 138                         | Emiel Vermeulen (BEL)       |                             |
| Directeur sportif :         |                             |                             |

| Armée de Terre ADT  | Armée de Terre ADT      | Armée de Terre ADT |
| ------------------- | ----------------------- | ------------------ |
| Num                 | Coureur                 | Pos                |
| 141                 | Yannis Yssaad (FRA)     |                    |
| 142                 | Morgan Kneisky (FRA)    |                    |
| 143                 | Thibault Ferasse (FRA)  |                    |
| 144                 | Benjamin Thomas (FRA)   |                    |
| 145                 | Kévin Lebreton (FRA)    |                    |
| 146                 | Bryan Alaphilippe (FRA) |                    |
| 147                 | Damien Gaudin (FRA)     |                    |
| 148                 | Stéphane Poulhiès (FRA) |                    |
| Directeur sportif : |                         |                    |